# Forme méromorphe
En géométrie complexe, une forme méromorphe sur une variété complexe M est une généralisation de forme holomorphe accordant la possibilité de singularités, de pôles. Plus précisément, une forme différentielle complexe sur M est dite méromorphe si elle est quotient d'une forme holomorphe (un élément de Ωp, 0(M)) par une fonction holomorphe.

## Référence
1. ↑  Laurent Schwartz, « Courant associé à une forme différentielle méromorphe sur une variété analytique complexe », dans Géométrie différentielle (Strasbourg, 1953), Colloques Internationaux du C.N.R.S., 1953 (lire en ligne), p. 185-195.